# Nova rezidenca, Salzburg
Novo rezidenco (Neue Residenz) v zgodovinskem starem mestu Salzburg, nekoč imenovana tudi Palazzo Nuovo, je zgradil knezonadškof Wolf Dietrich von Raitenau na vzhodu Salzburške stolnice. Duhovni knez, najbogatejši v celotnem Svetem rimskem imperiju tedanjega nemškega naroda, je prvi gradbeni projekt začel leta 1588 po rušenju tamkajšnjih mestnih hiš in domov kanonikov. Med letoma 1592 in okoli 1597 je bila gradnja ustavljena. Krila okoli severnega dvorišča so bila nato dokončana okoli leta 1602. Sledili so trakti okoli drugega južnega dvorišča.
Sprva so bili prvi trakti Nove Rrezidence kot stanovanje bratov knezonadškofa. Morda je bila ta zgradba namenjena tudi kot stalno bivališče samemu knezu. Leta 1600 je regent preselil svoje brate in sestre v to hišo kljub tekočim gradbenim delom. Ko sta po letu 1600 dva od nadškofovih bratov zapustila mesto, verjetno po družinskem sporu, se je tudi namembnost spremenila. Zdaj je bila stavba odprta za javnost. Verjetno je bila namenjena tudi reprezentativnemu prenočišču tujih knezov.
Danes je Nova Rezidenca sedež Salzburškega muzeja, tam je tudi Salzburg Heimatwerk (kulturna ustanova katere naloga je ohranjanje in dokumentiranje regionalnih običajev, rokodelstva, ljudskega plesa in ljudske glasbe, pa tudi dokumentacija zgodovine in sedanjosti salzburške noše), znana pa je tudi po Salzburger Glockenspiel, zgodovinskem sklopu zvonov.

## Nov Residenzplatz je načrtoval Scamozzi leta 1604
Načrt Rezidenčnega trga Vincenza Scamozzija je bil - za razliko od danes - orientiran proti glavnemu vhodu v Scamozzijevo stolnico, ki vi stala v smeri sever-jug (!), in je z arkadnim hodnikom (na zahodu) povezana s Staro Rezidenco. Po tem hodniku bi se morali sprehoditi od ene do druge rezidence, danes pa skozi Dombögen stolnice. Zato je - predvidoma – piano nobile v Novi Rezidenci v drugem nadstropju, stopnišče pa se je od središča stavbe nekoliko premaknilo na stran.

## Fasada Nove Rezidence
Obstaja teza, da bi morali pročelje Nove Rezidence, podobno arhitekturi okoli vrta Dietrichsruh ali glavnega dvorišča rezidence, zasnovati predvsem s pilastri. Ti navpični elementi so imeli nalogo, da razbijejo širino celotne zgradbe. Okna bi morali okronati s spreminjanjem koničastih in segmentiranih zatrepov; prvi deli fasade so že imeli to obliko. Štirje vogali stavbe so bili okrašeni po želji Wolfa Dietricha z grbi starih staršev: družine Medici, Hohenems, Raitenau in Sirgenstein.

## Stolp Nove Rezidence (okoli 1702
Stolp Nove Rezidence je zgradil Wolf Dietrich von Raitenau in je bil prvotno 5-nadstropen. Sprva je imel ravno piramidno streho z majhno kupolo na tamburju. Stolp je bil načrtovan točno nad načrtovano arkado med Stolnico in Staro Rezidenco. Zaradi tega prehoda stolp ni bil postavljen točno na sredini fasade.
Leta 1701 je nadškof Johann Ernst von Thun za kariljon zgradil osmerokotno zgradbo z odprtimi obokanimi arkadami, ki jo krona nadstrešnica. Leta 1702 so pripeljali 35 zvonov antwerpenske livarne Melchior des Haze (1688–89), vključno z glasbenim mehanizmom; salzburški dvorni urar Jeremias Sauter je nato sestavil te posamezne dele. Tri arkade neposredno pred stolpom (severni oboki) izvirajo iz časa Johanna Ernsta von Thuna, nadaljevanje teh arkad na jug je iz okoli leta 1860.
Kariljon se sliši trikrat na dan. Dokazano je več kot 100 različnih glasbenih del. Te nastanejo z iglanim valjčkom, ki je sestavljen iz 24 medeninastih plošč s 7974 luknjami za zatiče, ki sprožijo ročice (klape) kladivc .

## Nova Rezidenca v zgodovini
V drugi polovici 17. stoletja so Novo Rezidenco na eni strani uporabljali kot dvoriščno stavbo, na drugi strani pa kot zgradbo visoke alzburške dežele Delno je bila nameščena oborožitev.
Namesto nekdanjega obzidanega vrta je Max Gandolf von Kuenburg uredil današnje krilo Kuenburg, zgrajeno okoli drugega dvorišča. Dvorna knjižnica knezonadškofa je bila nato dalj časa nameščena v prvem nadstropju. Erbämtersaal je bila v drugem nadstropju, ohranjen je leseni kasetiran strop z akanti iz leta 1680. Nadškof Colloredo jo je leta 1786 v Novi Rezidenci očistil, krilo pa je bilo v veliki meri preurejeno za administrativne namene.
Po letu 1803 so Novo Rezidenco uporabljali kot dikasteralno stavbo in v avstrijskem cesarstvu kot upravno zgradbo dvornega komornika. Leta 1824 so tu nastanili mestno in zemljiško upravo, direktorat za rudarstvo in sol, davčni urad, urad za revizijo knjig in državno blagajno.
Leta 1850 so bili ustanovljeni uradni uradi za novo kronsko deželo Salzburg, ki so vsebovali tudi novo dvorano državnega parlamenta in sobe za deželno sodišče. Bivali so tudi pošta in telegrafski urad. Po letu 1890 so Novi Rezidenci tudi uradno podelili status vladne stavbe, v času prve republike pa se ni nič spremenilo. Prostori okoli jugovzhodnega vogala, vključno z nekdanjo državno dvorano sala grande, so bili leta 1944 uničeni v bombnem napadu ZDA in britanskih zračnih sil, le zunanje stene so ostale večinoma nedotaknjene. Po koncu vojne so krilo očistili do tal in ga obnovili.
Kasneje je bil v stavbi nameščen urad vlade dežele Salzburg. Po letu 1990 (po več neuspelih poskusih) je bil sprejet muzejski koncept mesta in države Salzburg. Potem ko so se oblasti preselile v druge prilagojene stavbe, so se leta 2003 v Novi Rezidenci začela obnovitvena dela. 1. maja 2007 se je salzburški muzej Carolino-Augusteum preimenoval v Salzburški muzej, 1. junija 2007 pa je bila lokacija na novo prilagojena za ta namen z razstavo Viva! Mozart odprta.
Mesto in dežela Salzburg sta v Salzburški muzej vložila skupno 19,1 milijona evrov.

## Ohranjene državne sobe iz okoli leta 1602
V drugem nadstropju zahodnega krila so državne sobe, nekatere so okrašene z lesenimi stropovi, nekatere z zrcaljenimi oboki in bogatimi barvitimi štukaturnimi okraski, ki jih je okoli leta 1602 pripisano izdelal Elia Castello (napis v državni dvorani).
Naslednje sobe, naštete od juga do severa v nasprotni smeri urinega kazalca so; imena so novejša.
Episkopska dvorana ima rjav lesen prevlečen strop z ovalnimi in tropasovnimi polji, na sredini katerega je posebej bogato oblikovan grb Wolfa Dietricha. V preteklosti so bili tukaj najdeni celoviti portreti vseh nadškofov od Markusa Sittikusa do Colloreda, od koder izhaja ime dvorane.
Dvorana vrlin (Tugendensaal) je pravokotna soba s kasetiranim stropom, ki prikazuje alegorične figure. Tri teološke vrline zapolnjujejo srednja polja, medtem ko so štiri kardinalne vrline prikazane v stranskih poljih. Omembe vredni so tudi portali iz časa Wolfa Dietricha.
Gloriensaal na zahodu, ima kvadratni tloris. Tu je upodobitev gloriole na stropu z glasbo in angelskim zborom okrog božjega znamenja. Osrednjo podobo obdajajo štiri pravokotna polja z upodobitvami Oznanjenja, Obiskovanja, Čaščenja pastirjev in Daritve v templju.
Ständesaal, vogalna soba, obrnjena proti Mozartplatzu, prikazuje starodavne predstavitve zglednega požrtvovalnega vedenja: Horatius Cocles ustavi sovražnike, ki vdrejo na most čez Tibero, medtem ko Rimljani porušijo most, Gaj Mucij Scaevola položi roko pred kralja Porsena, Mark Curtij skoči v plamene. Na petih okoliških medaljonih so doprsni kipi. Letnico 1602 se najde tukaj.
Poveljniška soba (Feldherrenzimmer) proti vzhodu z osrednjim grbom Wolfa Dietricha na zlatem mozaičnem ozadju uokvirjajo štirje pol-figurativni upodobljeni Karel Veliki, Godfrej Bouillonski, Karel V. Habsburški in Juan Avstrijski.
Sledi soba s kupolo, prvotno morda kopalnica. Soba ima ovalno kupolo s keramičnim mozaikom in štirimi štukaturnimi angeli s palmami.
Omeniti velja tudi preostanek okrašenega lesenega kasetiranega stropa v zgodnjem baročnem slogu nad manjšo sala seconda, dvorano na jugovzhodu stavbe Wolfa Dietricha, ki je nekoč pripadala sala grande.